# Балансирование на грани
Балансирование на грани (англ. brinkmanship) — приём переговоров (обычно в дипломатии, но используется также в бизнесе), когда одна из сторон переговоров подталкивает события к нежелательной для обеих сторон, часто катастрофической, развязке, в расчёте на то, что в последний момент другая сторона в целях самосохранения уступит, так что в итоге удастся избежать катастрофы и получить односторонние преимущества. В дипломатии катастрофической развязкой обычно является война, что породило в русском языке устойчивое словосочетание «балансирование на грани войны» для обозначения политики, направленной на нагнетание военной угрозы.

## Происхождение названия
Изобретение английского слова англ. brinkmanship приписывается Даллесу, госсекретарю США во время Холодной войны. Так, статья в журнале «Лайф» от 16 января 1956 года, которая считается написанной под влиянием Даллеса, содержала фразы: «Необходимым умением является способность подойти к самому краю войны, не начиная её. Тот, кто избегает этой грани [англ. brink], боится её — проигрывает». По мнению Даллеса, успешное балансирования на грани войны включало:
- окончание Корейской войны путём угрозы ядерного удара по Маньчжурии;
- сдерживание китайских коммунистов через демонстрацию военно-морской силы;
- избежание вторжения коммунистов в Цзиньмэнь путём принятия в Конгрессе резолюции по Тайваню (en:Formosa Resolution of 1955).

Сам приём гораздо старше термина, так что термин используется исследователями для описания, например, событий Гражданской войны в США.

## Психология
Исследователи считают, что угрозы приобретают дополнительный вес, если есть возможность показать противнику готовность к иррациональным действиям и неотвратимость угрозы. Иллюстрацией балансирования на грани служит игра («англ. chicken»), в которой два участника разгоняют автомобили навстречу друг другу; отвернувший проигрывает. В американском фольклоре приводится стратегия для повышения вероятности победы в такой игре: демонстративно отвинтить своё рулевое колесо, поставив противника перед выбором между катастрофой и проигрышем. Также эффективной является демонстрация больших затрат, которые пропадут, если угроза не будет выполнена. В условиях ядерного противостояния активная подготовка к войне работает сразу в двух направлениях: как доказательство готовности к иррациональным действиям и как пример колоссальных затрат, которые окажутся совершенно бесполезными, если ядерной войны не будет.

## В дипломатии
Балансирование на грани войны обычно предпринимается с одной из трёх взаимосвязанных целей:
- предотвратить исполнение противником его обязательства;
- вынудить уступку;
- опозорить противника.

Примерами балансирования на грани войны считаются:
- Фашодский кризис (1898)
- Танжерский кризис (1905—1906)
- Боснийский кризис (1908—1909)
- Ремилитаризация Рейнской области (1936)
- Блокада Западного Берлина (1948)
- Корейская война (1950)
- Китайско-индийская пограничная война (1962)
- Карибский кризис (1962)
- Шестидневная война (1967)

Классическим примером опасностей политики балансирования на грани войны служит начало Первой мировой войны. Ведущие игроки (Германия, Франция, Россия) не собирались начинать войну, и ни одно из участвовавших в войне государств не планировало войны в масштабе всего континента. У сторон был план достичь своих целей без объявления войны, но стратегическая фривольность и неадекватное управление кризисом привело к войне.

## В бизнесе
В качестве примеров катастроф в бизнесе и соответствующего балансирования на грани обычно приводятся:
- забастовка. Убыток от забастовки обычно превышает то, что компания потеряла бы, уступив рабочим. С другой стороны, неполученная за время забастовки зарплата обычно превышает то, что рабочие потеряли бы, уступив компании. Тем самым, в случае забастовки обе стороны проигрывают; однако, каждая из сторон может попытаться получить одностороннее преимущество, угрожая забастовкой или локаутом;
- разрыв производственно-территориальных связей. Например, если два близкорасположенных предприятия нуждаются одно в другом для изготовления или сбыта продукции (кооперация или ситуация «поставщик — потребитель комплектующих изделий»), то разрушение связи между ними будет катастрофично для обоих. С другой стороны, угрожая разрушением связей можно получить ценовые преимущества.

Анализ балансирования на грани позволяет предложить неочевидные стратегии для переговоров, например:
- Неразумные и необоснованные требования зачастую улучшают позицию во время переговоров, так как показывают готовность «идти до конца» (с другой стороны, всегда есть риск вызвать у другой стороны искреннюю эмоциональную и неразумную реакцию).

## В искусстве
Скульптор Г. Вестерманн создал статую англ. Brinkmanship.